# Mattila
Mattila är en tidigare småort i Nedertorneå socken i Haparanda kommun. Från 2015 inkluderas bebyggelsen i tätorten Haparanda.

## Befolkningsutveckling
| Befolkningsutvecklingen i Mattila 1990–2010         | Befolkningsutvecklingen i Mattila 1990–2010 | Befolkningsutvecklingen i Mattila 1990–2010 | Befolkningsutvecklingen i Mattila 1990–2010 | Befolkningsutvecklingen i Mattila 1990–2010 |
| --------------------------------------------------- | ------------------------------------------- | ------------------------------------------- | ------------------------------------------- | ------------------------------------------- |
|                                                     |                                             |                                             |                                             |                                             |
| År                                                  |                                             |                                             | Folkmängd                                   | Areal (ha)                                  |
| 1990                                                | 1990                                        |                                             | 64                                          | 17#                                         |
| 1995                                                | 1995                                        |                                             | 69                                          | 17#                                         |
| 2000                                                | 2000                                        |                                             | 64                                          | 18#                                         |
| 2005                                                | 2005                                        |                                             | 70                                          | 18#                                         |
| 2010                                                | 2010                                        |                                             | 77                                          | 23#                                         |
| Anm.: Sammanvuxen med Haparanda 2015. # Som småort. |                                             |                                             |                                             |                                             |

## Samhället

### Järnväg
I Mattila fanns det en hållplats från 1918 längs den gamla delen av Haparandabanan mellan Karungi-Haparanda. Cirka 1955 skall banvaktsstugan flyttats in till byn.

## Natur
Parallellt med Torneälven bildar en med sediment överlagrad höjdsträckning en låg bred rygg endast undantagsvis över fem meter över havet. Mellan denna och älven utbreder sig strandängar, tidvis översvämmade. Väster om höjdryggen bildas en sänka. I denna är lättlera den vanligaste jordarten. Väster om detta sänkningsområde vidtager flacka höjdsträckningar med svallad morän eller myrmarker.
De tidigare myrmarkerna är till större delen utdikade och utnyttjade som ängsmark, men förekomsten av lättlera och så kallad ”myrröta” markerar myrmarkernas tidigare sträckning. 1785–1786 års avvittringskartor visar kärr och myrmarkernas utbredning under denna tid. Karakteristiskt för moränen är att den i mattilaområdet bildar flacka drumlins eller drumlinsliknande ryggar. Särskilt tydliga drumlins förekommer väster om Taavola i det så kallade Rantasänkelä (Strandmärla). Den mest betydande är Sänkelärantamäki (Rantasänkelämäki = Strandmärlbacken, troligen av en ”märlkrök”, som Haakaoja beskriver i sitt nedre lopp. Namnet brukas bland ortsbefolkningen.) norr om Haakaoja. I ett antal skärningar i nybyggda vägar på 1950-talet kunde man iakttaga, att moränen var kraftigt svallad, men att svallningen var ytlig. Under ytlagret var moränen grusig eller sandig och osvallad. I sänkorna nedanför moränsträckningarna förekom nedsvallad sand.

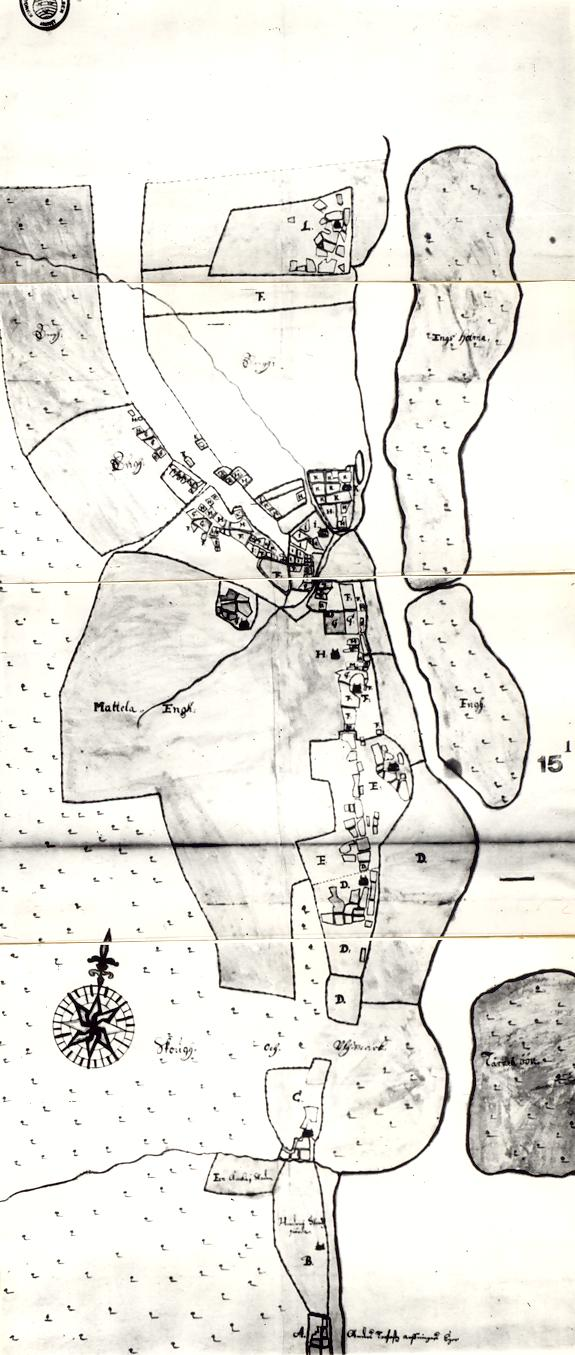
Karta över Mattila 1682.

I söder markerar Kråklundsbäckens ravinartade område, tidvis översvämmat och sumpigt, gränsen till Haparanda by. Lättlera förekommer i ett betydande område kring mynningen. Ända till i början av 1900-talet var området kring Kråklundsbäcken en sumpmark och vid vårfloden ett översvämningsområde, som skapade en naturgeografisk gräns mellan Haparanda by och angränsade byar, Mattila och Vuono.
Norr om Mattila by på gränsen mot Nedre Vojakkala vid Karhakka visar riklig förekomst av lättlera, att sumpmarker utgjort gränsen mellan byarna. Detta framgår även av 1785-1786 års avvittringskarta. Kartan visar bland annat hur naturgeografiskt avgränsad byn Mattila är mot norr, väst och syd av kärr, myrar och svallad morän.
De jordarter man odlat i Mattila under 1600-talet är främst finmo, sandblandad lera, lättlera och i ringa utsträckning morän. Notarum Explicatio i geometriska jordeboken sammanfattar: god åker och äng, mestadels behållen för köld. Sandmylla över hela åkern. Geometriska jordeboken för 1640 upptar i Mattila by tolv hemman. Elva av dessa ligger i rad längs älven. Det nordligaste är beläget på längre avstånd från älven än de övriga. Samtliga ligger i anslutning till nuvarande 5-meterskurvan över havet. Förutom gårdstecken omgivna av hårdvallsäng och ur denna bruten åker upptar geometriska jordeboken bland annat gärdesgårdar, ön Mattilansaari och en ö, som nu återfinnes som en höjdsträckning i terrängen på den landtunga, som i våra dagar förbinder Torneå med det svenska fastlandet, samt nedre delen av Hakaojas karakteristiska ”märlkrök” i anslutning till en norr om bäcken markerad drumlin.

## Byskifte
I Mattila är enligt geometriska jordeboken sju av byns tolv hemman blockskiftade. Omedelbart norr och söder om Hakaoja förekommer klar och omfattande är enligt geometriska jordeboken sju av byns tolv hemman blockskiftade. Omedelbart norr och söder om Hakaoja förekommer klar och omfattande ägoblandning. Geometriska jordebokens hemman nr 1, 2, 3, 9, 10, 11 och 12 har inägojorden samlad i block med hägnader, som omsluter inägorna det vill säga avgärdar dem från utmarken eller utgör ägogräns mot intilliggande hemman. Inom dessa ägoblock spåras ingen ägoblandning.
I området kring Hakaoja är förhållandena annorlunda. Den odlade jorden grupperas inte i block, som ligger i rad längs älven utan ansluter norr om bäcken till en drumlin, som från älven sträcker sig mot NV. Gårdstecknen för gårdarna nr 3, 4, 5, 6 och 7 i geometriska jordeboken ligger liksom byns övriga habitationer i rad längs älven, men äng och åker är inte samlade i block kring dem, och större delen av den åker de brukar ligger enligt de vanliga förhållandena i de undersökta byarna långt från gårdstecknen.
Den enda direkta uppgiften i geometriska jordeboken om ägoblandning inom Hakaojaområdet är siffran ”2” på tvenne åkerstycken, varav framgår, att hemmanet nr 2, som ligger utanför den för hemmanen nr 3, 4, 5, 6 och 7 gemensamma hägnaden, har åker i området. Geometriska jordebokens uppgifter om utsäde visar, att dessa hemman har samma åkerareal. Förutsättningen för att de fem hemmanen skall ha lika åkerareal är emellertid, att deras tegar ligger i ägoblandning och inte samlade i block. För att närmare bestämma tegarnas storlek har planimetermätning av dessa företagits. Planimetermätningen visade överensstämmelse mellan mätresultaten och geometriska jordebokens utsädesuppgifter. Jämförelse mellan tegarnas storlek och form styrker att förutsättningen för lika stor areal är, att hemmanens åker är ägoblandad. De tidigaste kartuppgifterna om ägoblandning inom området finns i 1682 års geometriska avritning. Man torde kunna antaga, att inte så stora förändringar skett i Hakaojaområdet, då ägoförhållandena i byn är så likartade 1648 och 1682, att de enskilda åkerstyckena i stor utsträckning kan identifieras som desamma på de båda kartorna.
I 1500-talets kamerala akter, till exempel i jordeboken 1543 saknas namnet Mattila. Namnet Nerem / Näre / betecknar Mattila by. I 1609 års jordebok förekommer båda namnen ”Nären och Mattila” som beteckning på byn. I senare kamerala källor, till exempel 1647 års jordebok begagnas endast namnet Mattila.